# 哈拉米略克马多
哈拉米略克马多，是西班牙卡斯蒂利亚-莱昂布尔戈斯省的一个市镇。总面积17平方公里，总人口15人（2001年），人口密度1人/平方公里。